# Cyrtodactylus trilatofasciatus
Cyrtodactylus trilatofasciatus es una especie de gecos de la familia Gekkonidae.

## Distribución geográfica
Es endémica de los montanos del oeste de la Malasia Peninsular. Su rango altitudinal oscila entre 1000 y 1500 m s. n. m..